# Soulis Georgiades
Soulis Georgiades, pseudonimo di Athanasio Georgiades (gr. Σούλης Γεωργιάδης; Salonicco, 1934 – Atene, 24 gennaio 1997), è stato un regista, sceneggiatore e produttore cinematografico greco.

## Biografia

### Origini e giovinezza
Figlio di Dimitri e Maria, il padre è uno dei quattro figli del medico del paese di Rapsani, villaggio situato sulle pendici del monte Olimpo, la madre, casalinga, è figlia di un piccolo possidente terriero nel circondario di Salonicco. Il padre proviene da una famiglia che vanta anche lontane origini veneziane (da Ferigo Foscari, bailo della Serenissima presso la Porta ottomana e rifugiatosi dopo il 1797 a Tsaghesi, ora Stomio). Soulis mostra una precoce passione per il cinema: organizza piccoli spettacoli e studia assiduamente storia del cinema.
Terminati gli studi presso il ginnasio di Salonicco, all'età di 17 anni si iscrive al I.D.H.E.C. (Istituto Superiore di Studi di Cinematografia) di Parigi, terminando gli studi nel 1956. Partecipa attivamente alla vita sociale della comunità degli studenti greci che studiano a Parigi, tra i quali conosce Costas Gavras, Dimitri Kollatos, Dimitris Makris, Vassilis Vassilikos e altri.
Nel 1957 si trasferisce in Italia, a Milano, a seguito della futura moglie Maria Bianconi. Collabora col console greco Teodoros Meletiou per assistere la comunità greca della città lombarda.

### La carriera di regista pubblicitario
Gira centinaia di film pubblicitari e cortometraggi per una serie innumerevole di prodotti e clienti, come Caffè Bourbon, Fratelli Fabbri Editori, Calzaturificio Elvezia, Sugoro Althea, I Grandi Viaggi, Saiwa, Enciclopedia della Donna, Formaggino D'Oro Grunland, Nuove edizioni Italiane ABC, Marina Julia. Fino al 1966 i suoi spot pubblicitari hanno una presenza massiccia nel Carosello, trasmesso dalla RAI dopo il telegiornale. Nel 1962 lancia nella pubblicità, come interprete dei caroselli del Caffè Bourbon, la cantante Milva.
Fonda a Milano nel 1962 la società cinematografica "Art Film", con la quale produrrà la maggior parte dei film pubblicitari successivi.
Ottiene il Premio d'onore al Film Festival di Trieste nel 1962, il primo premio al festival del film dell'umorismo a Bordighera nel 1963 e nel 1964, il primo premio al MIFED a Milano nel 1964, l'Oscar per la migliore serie pubblicitaria a Milano nel 1964, e il primo premio dalla Presidenza del Consiglio della Repubblica nel 1964.
Nel 1965 gli viene proposto dal ministro Giorgio Mpakatselos, parente, di rientrare in Grecia per collaborare alla creazione della televisione pubblica.

### Cinema e televisione
Si trasferisce con la famiglia ad Atene e fonda nel 1966 la General Film, società di produzione e sviluppo e stampa.
Membro dell'Unione dei Registi Ellenici, nel 1969 è membro della commissione dei premi del Festival del Cinema di Salonicco, di cui sarà nuovamente membro della commissione per l'ammissione dei film nel 1979 e nel 1980.
A partire dagli anni settanta dirige e produce diversi lungometraggi, fra cui O dirladas (1970) e decine di film turistici, anche per conto dell'ente ellenico per il Turismo. In particolare, nel periodo 1975 al 1978 dirige e produce circa 140 film e telefilm, tra i quali la coproduzione italo-greca La trombata (1978, co-regia con Sergio Bergonzelli).
Nel 1979 liquida la società di sviluppo e stampa e fonda la DEK ltd, con la quale inizia, primo in Grecia e non solo, la produzione duplicazione e vendita di videocassette con la sigla IVC (International Video Club) e VCI (Video Club Italiano). Distribuisce videocassette registrate sia in Italia che in Grecia, del cui mercato è il leader indiscusso fino all'avvento delle televisioni private.

### Gli anni ottanta e novanta
Nel 1980 produce la serie televisiva Τa xylina spathia, diretta da Gregg C. Tallas. 
È membro della commissione del Ministero dell'Industria Ellenico per lo sviluppo della cinematografia negli anni 1980 e 1981.
Dal 1981 la Georgiades Electronic SA subentra alla DEK ltd e si ingrandisce, distribuendo videocassette anche in USA, ove crea una apposita ditta, la HVC (Hellenic Video Club of America), in Canada e in Australia.
Membro della GFT&PA (Associazione greca dei produttori audiovisivi) ricoprirà fino al 1995 la carica di membro del consiglio d'amministrazione.
Nel 1986 dirige e produce la serie televisiva Kafeneio Emigrec, scritta da Vassilis Vassilikos.
Acquisisce gli studios della Finos Film, con due teatri di posa di 800 metri quadri, disponendo quindi di un completo complesso di produzione e lavorazione cine-televisivo, con il quale nel periodo 1985 – 1989 produrrà oltre 22 film, tra i quali la coproduzione italo-greca Qualcosa in più... (1990, regia di Andrea Bianchi).
Nel 1988 e 1989 dirige e produce per la ERT la serie televisiva Autoprosopographies.

### Vita privata
Nel 1957 conosce Maria Bianconi, figlia del pittore Fulvio Bianconi e si trasferisce da Parigi in Italia, a Milano, ove si sposano nel 1958. Nel 1959 nasce il primogenito Dimitri e il 1961 Piero.
Nel 1967 conosce l'attrice Haritini Paralopoulou; nel 1971 si separa dalla moglie Maria e nel 1985 convolerà a nuove nozze.

## Filmografia

### Produzione e regia
- Erastai tou mesaiou toihou (1967)
- O dirladas (1970)
- Aerosynodos (1971)
- I ethniki mas klironomia (1976, serie di 12 documentari)
- La trombata (To Hamoghelo ths Pythias) - conosciuto anche come La trombata - quattro ladroni a caccia di milioni o Intrigo a Delfi, co-regia con Sergio Bergonzelli (1979)
- Dolofonoun otan kerdizeis (1985)
- I dosi itan gia dyo (1985)
- I nychta tis alitheias (1985)
- To katigoro tis politeias
- Ton eidopoiisan oti tha pethanei
- O episkeptis
- Oi anthropoi tou somateiou den synchoroun pote
- Periergi dolofonia
- Ta paraxena tilefonimata
- To louloudi tou thanatou
- Ton evlepe mono auti

### Produzione
- Ypothesi Polk (1976, Il caso Polk, regia di Anghelos Maliaris)
- O dolofonos... forouse smokin (1977, regia di Dimis Dadiras)
- Ο efialtis (1978, regia di Dimis Dadiras)
- Paraxeni sinantissi (1986, regia di Manoussos Manousakis)
- Ena asteri gennietai... me kaisariki (1986, regia di Alekos Sakelarios)
- I gynaika tis protis selidas (1987, regia di Nikos Foskolos)
- O thanatos sou, i zoi mou (1987, regia di Alekos Sakelarios)
- Antistrofi poreia (1987, regia di Manoussos Masoussakis)
- O kerveros kai to doloma... (1987, regia di Kosta Karagiannis)
- Etsi, allios... ki alliotika (1987, regia di Giorgios Voutsinos)
- Antra thelo... (1987, regia di Odissea Kosteletos)
- Taxidi stin… Bangkok (1987, regia di Takis Christopoulos)
- O ypirétis mou kai ego ... (1988, regia di Giannis Voglis)
- I.H. ora miden (1988, regia di Tassos Boulmetis)
- Ο petaludas paei ston paradeiso (1988, regia di Enrico Andreou)
- O syntrofos kai o mpatsos (1989, regia di Nikos Foskolos)
- Lysistrata (1989, coproduzione URSS - Grecia)
- Qualcosa in più (Olethria synantisi, 1990, regia di Andrea Bianchi, coproduzione italo-greca)

## Serie televisive

### Produzione e regia
- Leschi mystiriou (1976)
- Ypopsies (1977)
- Ciclo dell'"ispettore Lekkas" (1985):
  - I kliniki tou tromou
  - I klopi ston pyrgo Athinon
  - O thanatos ehei dyo opseis
  - Mia paraxeni dolofonia
  - Mia mera noritera
  - Listeia ston Pyrgo
  - Stis okto esvise i zoi
- Kafeneio Emigrec (1986)

### Produzione
- Τa xylina spathia (1983, regia di Gregg C. Tallas)
- Autoprosopographies (1988 - 1989)
- Fakelos Amazon (1991, regia di Manoussos Manousakis)
- To dekato trito kivotio (1992, regia di Tassos Psaras)
- Kapoios na tin filaei (1994, regia di Kostas Avgheris)
- Etsi ki allios (1995, regia di Giorgios Nikolaidis)
- Me agapi Anna (1995, regia di Gianni Livi)
- Τaxi (1995, regia di Andrea Morfoniou)
- Ta piperata tou 100 (1996)
- Ela ston Psalti (1996)